# Chiềng Tương
Chiềng Tương là một xã thuộc huyện Yên Châu, tỉnh Sơn La, Việt Nam.
Xã Chiềng Tương có diện tích 68,75 km², dân số năm 1999 là 2862 người, mật độ dân số đạt 42 người/km². Gồm 3 dân tộc chủ yếu: Mông, Kinh và Thái. Gồm các bản sau: Pa Kha 1, Pa Kha 2, Pa Kha 3, Bó Hin, Pom Khốc, Pa Khôm, Đề A, Co Lắc Và Đin Chí. Có trạm xã và đồn 465.